# オビクラゲ

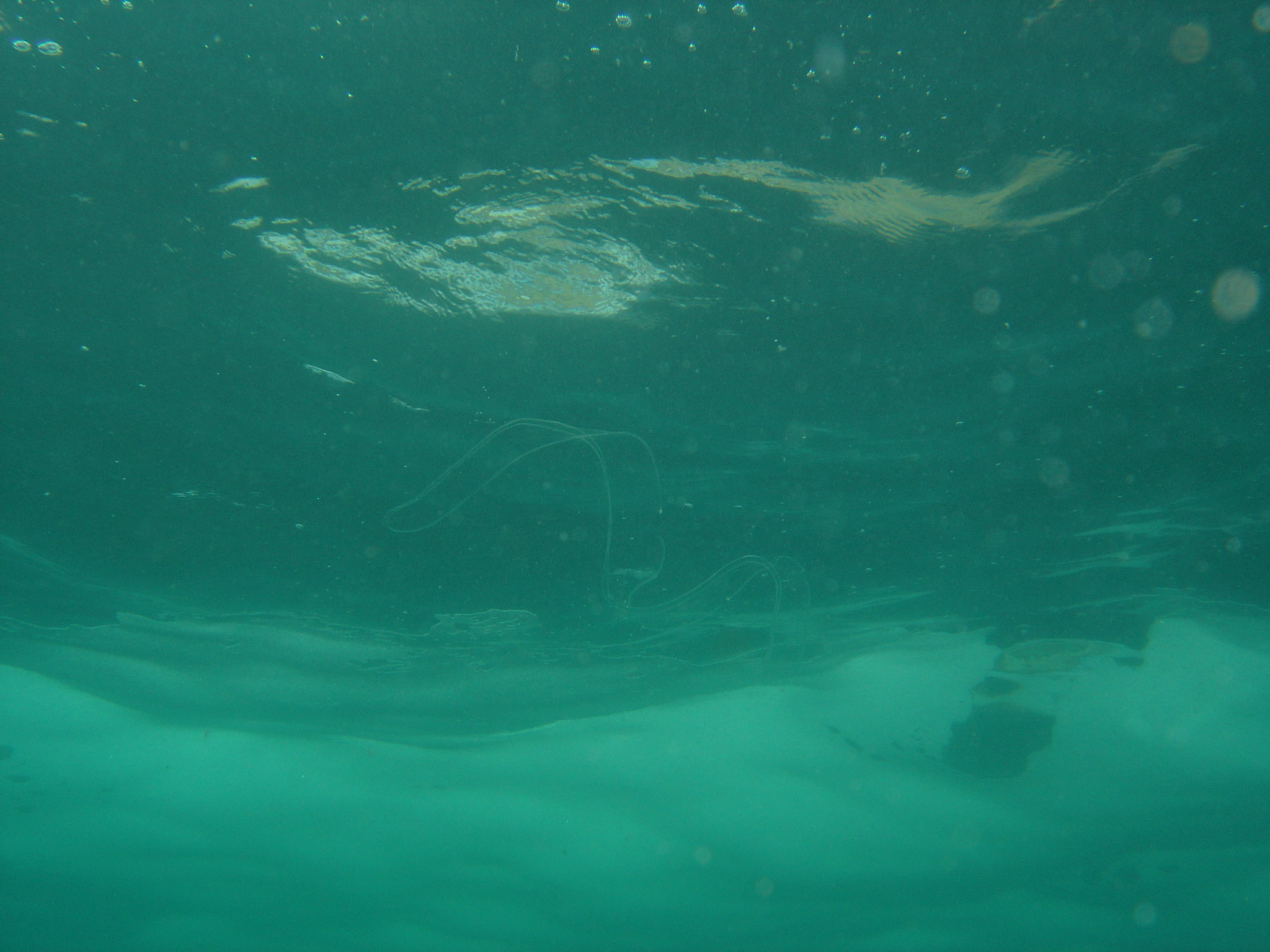
生態写真

オビクラゲ (Cestum veneris) は有櫛動物門に属する動物の1種。極端に細長い帯状をしている。

## 特徴
極端に扁平で細長い帯状をしている。これは一般のクシクラゲ類の球形に近い形から咽頭軸の方向に左右に強く引き延ばされた形である。この横方向の長さは大きいものでは1mから時には1.5mにも達するものがある。もっとも普通は80cm以下である。幅は約8cmであるが、この方向が体の縦軸方向である。全体に透明だが黄色や紫の斑紋がその両端に出る個体があり、また同じような色が水管や触手に出る例もある。
沿咽頭面の櫛板列は伸びている部分の両側に２列ずつ、上面の全域にわたって広がる。沿触手面の櫛板列は体の頂端にある感覚器の近くにあるものの、ごく短くて痕跡的になっている。左右の伸びた部分の中央を水管が端まで延びるが、これは体の中心部を縦に走る間輻管から分かれ、一度口側に伸びた後にこの高さに曲がり、そこから伸び出している。この管は端で咽頭面櫛板列の下を走る子午管と繋がり、生殖腺はこの子午管に沿って櫛板列の下の全域に連続的に発達する。身体の下側は溝があり、その全域にわたって多数の二次触手が出る。その体はこの類としては硬く、また筋肉がよく発達している。

## 分布と生息環境
世界中の熱帯から亜熱帯域の海から知られる。表層域に見られることが多いが、小笠原沖では深さ300mで観察された例もある。日本では東北地方以南で見られる。

## 習性など
カイアシ類やその他の小型甲殻類を捕食する。捕食の際には口方向に水平に移動する。また逃げる時には蛇のように全身を波打たせ、横方向に素早く動くことが出来る。
子午管が発光する。
発生の面では初期にはフウセンクラゲ型、つまり楕円形で縦に8列の櫛板を持ち、1対の櫛状の分枝を持つ触手がある。その後に左右に伸びるように成長して成体の姿になる。

## 分類
本種の属するオビクラゲ属にはこのほかに幾つかの種が記載され、日本産のものは C. amphitrites とされたこともある。例えば岡田他(1969)ではこの学名の元で C. veneris を大西洋産として説明し、その上で別種と扱うことに疑問がある旨を記している。峰水他(2015)では頭記の学名をとっており、現在では本属は単形であるとの判断のようである。
近縁のものには形態的に似ているが小型のコオビクラゲ Velamen paralllelum があり、これは20cmほどと遙かに小さい。その他に沿触手面の櫛板列を完全に欠くこと、水管の配置に違いがあることなどから別属とされている。この2種でオビクラゲ科を構成し、往々にオビクラゲ目を単独に立てる。

## 文化的側面
その形と泳ぐ姿のエレガントな美しさから『ヴィーナスの飾り帯』との呼称がある。
またその奇妙な姿から、時に海の怪物目撃談と結びつけられる。例えば1963年にはニューヨーク近郊で巨大なウミヘビのような怪物の目撃があり、これが本種の巨大に成長した個体だったとの説が唱えられたことがあるという。